# Follow Your Arrow
«Follow Your Arrow» — песня американской кантри-певицы Кейси Масгрейвс, вышедшая в качестве 3-го сингла с первого студийного альбома Масгрейвс Same Trailer Different Park (2013).
Песня получила награду Ассоциации кантри-музыки CMA Awards в престижной категории «Лучшая песня года» (Song of the Year).
В 2024 году Rolling Stone поместил песню на 36-е место в своем рейтинге 200 величайших кантри-песен всех времен.

## История
Сингл вышел 21 октября 2013 года на студии Mercury Nashville и получил смешанные отзывы музыкальной критики и интернет изданий. Журнал Billboard включил «Follow Your Arrow» под № 2 в свой итоговый список Лучших песен 2013 года (20 Best Songs of 2013). Ассоциация кантри-музыки (Country Music Association) номинировала песню на звание Лучшей песни года и в итоге присудила её. Хотя и были высказывания в отходе от христианских ценностей в тексте песни («атака на христиан») и позитивном отношении к гомосексуальности («сдвиг в кантри-музыке»).
Масгрейвс впервые исполнила песню 6 ноября 2013 года на церемонии Country Music Association Awards. 26 января она спела её на 56-й ежегодной церемонии Grammy Awards в зале Staples Center (Лос-Анджелес.
«Follow Your Arrow» дебютировал 2 ноября 2013 года на № 56 в радиоэфирном американском хит-параде US Billboard Country Airplay chart for the week of November 2, 2013. Сингл также дебютировал 23 ноября 2013 года на № 28 в кантри-чарте US Billboard Hot Country Songs. А 15 февраля 2014 года попал на № 60 в хит-параде US Billboard Hot 100, одновременно поднявшись с № 26 до № 10 в чарте Billboard Hot Country Songs, став для Маскгрэйвс первым попаданием в десятку лучших кантри-песен. К июню 2014 года тираж сингла превысил 471 000 копий в США.
Музыкальное видео было снято Honey & Kacey Musgraves, а премьера прошла в декабре 2013 года.

## Награды и номинации
Источник:
| Награда    | Категория        | Результат |
| ---------- | ---------------- | --------- |
| CMA Awards | Song of the Year | Победа    |

## Чарты
| Чарт (2013)                         | Высшая позиция |
| ----------------------------------- | -------------- |
| Канада (Billboard Canadian Hot 100) | 50             |
| Канада (Billboard Country)          | 42             |
| США (Billboard Hot 100)             | 60             |
| США (Billboard Country Airplay)     | 43             |
| США (Billboard Hot Country Songs)   | 10             |

## Сертификации
| Регион | Сертификация | Продажи |
| --- | ------------ | ------- |
| США (RIAA) | Золотой      | 500 000 |
| * Данные о продажах приведены только на основе сертификации. ^ Данные о тиражах приведены только на основе сертификации. |              |         |